# Markus Konttinen
Markus Juhani Konttinen, född 10 juli 1957 i Lahtis, är en finländsk målare.
Konttinen studerade 1981–1984 vid Fria konstskolan och 1982–1986 vid Finlands konstakademis skola samt ställde ut första gången 1983.
Han uppmärksammades tidigt för sitt personliga visuella språk och sin originella bildvärld med drag av naivism, gammal folkkonst och Hugo Simberg. På sin utställning som Årets konstnär i Tammerfors 1991 presenterade han målningar som i grunden var abstrakta, men samtidigt berättande, försedda med små symboliska detaljer, ansikten, stiliserade blommor eller trådsmala, stela människofigurer. Efter att en period ha målat helt abstrakt återvände han på en utställning 2002 med temat Blommor till våren till sina gamla landskaps- och naturmotiv, med bland annat blomstermotivet som utgångspunkt.
Från 2003 utgick Konttinen i sitt måleri från observationer ur sitt eget familjeliv, som påverkat honom starkt, vilket framgick bland annat av hans utställning Mittemot och in i varandra 2004.
Han har undervisat vid Bildkonstakademin sedan 1995 och varit akademins prorektor sedan 1997. År 2013 erhöll han Pro Finlandia-medaljen.